# 离狐县 (西汉)
离狐县，中国古县名。
西汉置，治所在今河南省濮阳市东南。《元和郡县志》：相传初置县于濮水南，常为神狐穿穴，遂移城濮水北，故名离狐。北魏移治今山东省菏泽市西北李庄集。西汉属东郡，东汉至北周属济阴郡。隋、唐属曹州、济阴郡。唐朝天宝元年（742年）改为南华县。